# Carnia tabebuiae
Carnia tabebuiae är en svampart som beskrevs av Bat. & Peres 1960. Carnia tabebuiae ingår i släktet Carnia, divisionen sporsäcksvampar och riket svampar.   Inga underarter finns listade i Catalogue of Life.